# Michal Hvorecký
Michal Hvorecký (* 29. prosince 1976, Bratislava) je slovenský spisovatel a publicista.

## Život
Michal Hvorecký vyrostl v rodné Bratislavě. V 11 letech nastoupil na Gymnázium na Grösslingově ulici (tehdy Gymnázium Červenej armády – GAMČA). Navštěvoval matematickou třídu. Zajímavostí je, že se jednalo o studijní program po vzoru osmiletých gymnázií, která ovšem v tehdejším Československu oficiálně neexistovala. Vystudoval estetiku na Univerzitě Konštantína Filozofa v Nitře a v roce 2004 absolvoval semestr kreativního psaní na Univerzitě v Iowa City v USA. Dlouho působil na volné noze a prošel řadou profesí.
Pracoval kromě jiného i dva roky na výletní lodi na Dunaji (zkušenost zužitkoval při psaní románu Dunaj v Amerike). V letech 2000–2003 spoluorganizoval v Bratislavě hudební festival Wilsonic. Od roku 2014 pracuje v bratislavském Goetheho institutu.
Je ženatý a má dvě děti. Jeho bratr Juraj pracuje ve Filozofickém ústavu AV ČR. Otec Jozef Hvorecký je profesorem v oboru ekonomie, věnuje se informatice, managementu a uplatnění počítačových technologií ve vzdělávání.

## Dílo
- Silný pocit čistoty (1998)
- Lovci & zberači (2001)
- Překlad románu Ambient od Jacka Womacka (2002)
- Posledný hit (2003)
- Plyš (2005)
- Eskorta (2007)
- Pastiersky list (2008)
- Slovenský inštitút, divadelní hra (2009)
- Dunaj v Amerike (2010)
- Naum (2012)
- Spamäti (2013)
- Trol (2017)

O ohlasu jeho děl v zahraničí svědčí rovněž autorská stipendia ve Vídni (MuseumsQuartier), Berlíně (Literarisches Colloquim), Mnichově (Goethe-Institut) a USA (International Writing Program). Pravidelně publikuje v řadě deníků a časopisů na Slovensku i v České republice. Z angličtiny přeložil román Ambient amerického spisovatele Jacka Womacka, z němčiny knihu Americký císař od Martina Pollacka.
Vliv na jeho počáteční tvorbu mělo i přátelství s českým spisovatelem Egonem Bondym, se kterým se seznámil Hvorecký v roce 1994 v Bratislavě, kam se Bondy přestěhoval na protest proti rozdělení Československa. Na počátku byl také spojován se stylem kyberpunku.